# Египет
 Тази статия е за съвременен Египет.  За Древен Египет вижте Древен Египет.  
Арабска република Египет (на арабски: جمهورية مصر العربية, джумхурийят миср ал арабийя) или само Египет е държава в североизточната част на Африка с населени места, съсредоточени предимно край течението на река Нил. Голяма част от страната се заема от пустинята Сахара. На юг достига пясъчните пустини на Судан, на север граничи със Средиземно море, на запад с Либия, а на изток с Червено море, известно с кораловите си рифове.
Египет е една от най-гъстонаселените страни в Африка и Близкия изток, и 14-ата най-гъстонаселена в света към 2019 г.
Египет има най-дългата история, от която и да е било модерна държава. Тя е страна на древна цивилизация, датираща от над 5000 години. Историята на Египет впечатлява със своите богове, владетели, храмове и гробници, които оставят своя отпечатък върху цялата човешка цивилизация. Останки от Древен Египет, превзети от пясъците на пустинята и времето, са предмет на археологически разкопки. Най-известни са трите пирамиди в Гиза, Сфинксът, гробниците в Долината на царете, храмовете в Карнак и Луксор, статуите в Абу Симбел.

## Имена
Името на български Египет произлиза от древногръцкото Aígyptos (Αἴγυπτος), вероятно навлязло от френски Égypte, среднофренски Egypte и латински Aegyptus. Отразено е в ранногръцките (Линеар Б) плочки като a-ku-pi-ti-yo. Прилагателното aigýpti-, aigýptios е заето от коптски като gyptios, а от там в арабски като qubṭī, обратно формирано в قبة qubṭ, откъдето в български копт. Гръцките форми са заети от късноегипетски (Amarna) Hikuptah „Мемфис“, изопачаване на по-ранното египетско име Hwt-ka-Ptah, означаващо „дом на ka (душа) на Птах“, името на храма на бог Птах в Мемфис. Страбон приписва думата на народна етимология, при която Aígyptos (Αἴγυπτος) еволюира като сложна дума от Aigaiou huptiōs (Aἰγαίου ὑπτίως), означаваща „под Егея“.
Народите на Арабския полуостров и Близкия Изток използват друго название – „Миср“ (на арабски: مِصر; на иврит: מִצְרַיִם, населено място, град). Възможно е етимологията му да е свързана с населеността на Египет и големия брой близко разположени градове. На съвременен египетски арабски език то звучи като „Маср“ (на египетски арабски: مَصر).
В Древен Египет неговите жители наричали страната си Та-Кемет (на древноегипетски: km.t, черна земя), по цвета на плодородната почва в долината на Нил, противоположно на червената земя (на древноегипетски: dšṛt) на пустинята. В съвременния коптски език това се е съхранило и се произнася като „Кеме“ (на коптски: ⲕⲏⲙⲉ).

## История

### Древен Египет
Египет е населяван от хора от преди повече от 250 000 години. Развитието на земеделието се обуславя от река Нил и създаването на култивирани площи около нея, като така постепенно нараства и гъстотата на населението. През четвъртото хилядолетие пр.н.е. около първоначалните центрове на иригационни системи започнали да се формират неголеми държавици, които често воювали помежду си. Във втората половина на хилядолетието броят им вече бил около 40, половината от тях се намирали в района на Долен Египет (делтата на Нил), а останалите на юг по протежение на долината на реката (Горен Египет). Създаването на единна държава се приписва на управника на Горен Египет Менес. С името на Менес започва и дългият списък с имената на египетските фараони, по чиито години на управление се води египетското летоброене. От този период са и най-ранните запазени до наши дни йероглифни надписи, някои от които съдържат имената на съответните фараони. Фараонът бил глава на култа към всички богове в Древния Египет, като самият той е бил считан за бог. При последователното управление на фараоните от III, IV, V и VI династия (Старо царство XXVII – XXII в. пр.н.е.) настъпва икономически, политически и културен подем. Израз на това става строителството през периода на пирамидите – гробници на фараоните Джосер, Снофр, Хеопс (Хуфу), Хефрен (Хафра) и Микерин (Менкаур). Нараства значението на хелиополския култ към бога слънце Ра, а фараоните се наричат негови синове.
През 23 – 21 век царството се разпада на множество номове. Новото държавно обединяване започва с нарастването на силите на номарсите на Хераклеопол (в Среден Египет), а впоследствие на управляващите южния град Тива. Тиванският фараон Ментухотеп I става владетел на обединен Древен Египет. Средното египетско царство (2040 – 1780 пр.н.е.) обхваща периода от 11 до 12 династия и се характеризира с децентрализация. За покровител на фараоните е обявен бог Амон. Аменемхет I премества столицата от Тива в Иттауи във Файюмския оазис. Следва нов разпад на Древния Египет.
През 18 – 16 век дошлите от Азия хиксоси завземат властта в Долен Египет и правят своя столица град Аварис в източната част на делтата на р. Нил. Да прогони хиксосите успява Яхмос I. Преследвайки ги, той нахлува в Палестина и Сирия. Приемниците му завладяват Палестина, Финикия, Сирия, а страната Куш до 4-тия нилски праг става провинция на Египет.
Новото царство е период на най-голям напредък и разцвет, изразен най-вече в териториално разширение и огромно строителство. При Аменхотеп III Древен Египет достига своето величие. От провинциите си в Азия и в страната Куш, Древният Египет получава като данъци дървесина, мед, олово, сребро, както и животни, роби, вино, бижута, слонова кост. От страната Пунт, където царица Хатшепсут изпраща експедиция, в Египет пристигат благовония. През този период армията става редовна. Религиозната реформа на Аменхотеп IV (Ехнатон) провъзгласява култа към единен за всички египтяни бог Атон (слънчевият диск). В чест на този бог се строи нова столица – Ахетатон. След смъртта на Ехнатон през 1335 г. пр.н.е., почитането на целия пантеон египетски богове е възстановено и Тива отново става столица на Древен Египет. Увлеклият се по религиозната реформа Ехнатон бил изоставил държавното управление, а упадъкът на държавата продължава и след смъртта му. Към 1290 г. пр.н.е. фараонът Рамзес II възстановява могъществото на Древен Египет. Той води продължителна и упорита борба с хетите и техните сирийски съюзници. Столица на страната при Рамзес II става град Пер-Рамзес, построен на мястото на Аварис. Сред многото грандиозни строежи от периода е и прочутият скален храм при Абу Симбел.
В третия преходен период се редуват времена на възход и упадък, управляват фараоните от 21 до 24 династия. През 945 г. пр.н.е либийският военачалник Шешонк I се провъзгласява за фараон, а за своя резиденция избира град Бубастис. Той превзема Йерусалим и го разграбва.
Късният период на Древен Египет е свързан с последния разцвет на местни владетели – Псаметих I успява отново да обедини Древен Египет, а неговият син Нехо II прокарва канал, свързващ Нил с Червено море. Но Египет губи могъществото си и се превръща в обект на агресия от страна на съседните народи – либийци и етиопи. През VII в. пр.н.е. той попада временно под властта на Асирия, а в 525 г. е присъединен към Персийската империя на Ахеменидите и става персийска сатрапия. През 341 г. пр.н.е. персите отново нахлуват в Египет и го подлагат на разграбване.
През 332 г. пр.н.е. армията на Александър Македонски навлиза в Египет. След разделянето на империята му между диадохите, Древен Египет се пада на пълководеца Птоломей Лаг – основател на гръко-македонската династия на Птолемеите (305 – 30 г. пр.н.е.).

### Елинистичен и римски Египет
Елинистичен Египет е силна елинистична държава, която се простира от Сирия на изток до Кирена на запад, и на юг до границата с Нубия. През 3 век пр.н.е. Александрия става столица и се превръща в основно научно средище и център на елинистичната култура и търговия. При Птоломеите Египет става главна житница за елинистичния свят, а египетският флот господства в Средиземно море. За да получат признание от страна на египетския народ, владетелите от династията на Птолемеите наричат себе си наследници на фараоните, като разширяват египетската бюрократична система и ограничават властта на жреците. По-късните членове на династията възприемат египетските традиции, започват да се появяват на изображенията облечени в египетски стил и вземат участие в египетския религиозен живот.
Последният владетел от династията на Птолемеите е Клеопатра VII, която извършва самоубийство, след като Октавиан Август завладява Александрия и нейната армия от наемници се разбягва. По време на управлението на Птолемеите често избухвали въстания сред египтяните срещу нежелания чужд режим и тези граждански войни спомагат за упадъка на царството и анексирането му от Рим през 30 пр.н.е. Римската провинция Египет включва по-голямата част от днешен Египет без Синайския полуостров. Египет граничи с провинциите Крит и Киренайка на запад и Юдея и Арабия на изток. За отбелязване е, че елинистичната култура продължава да процъфтява в Египет по време на римляните и византийците и дори и след завладяването му от арабите.
Християнството идва в Египет чрез Св. Марко Евангелист през 1 век. Управлението на Диоклециан (284 до 305 г.), ознаменува прехода от римската към византийската епоха на Египет, и се отличава с преследването на голям брой египетски християни. Към онзи момент Новият Завет вече е преведен на египетски. След Халкедонския събор през 451 г. е основана египетската коптска църква.

### Египет през Средновековието (7 век – 1517)
Известно време Египет е византийска провинция до персийското нашествие в началото на 7 век, по време на което в продължение на десет години той е известен като „сасанидски Египет“, и си връщат контрола над страната по времето на Ираклий след войната с персийците. Скоро обаче арабите мюсюлмани завоюват Сасанидската империя и продължават към римска Сирия, като побеждават византийците на територията на днешен Израел през 634 г.
През 639 – 42 г. и Египет е завладян от арабите. В 639 г. вторият халиф Умар изпраща армия от около 4000 души под командването на Амр ибн ал-Ас, които навлизат в Египет през Палестина и Суецкия провлак и се придвижват бързо по делтата на Нил. Към тази армия са добавени още 5000 души през 640 г. и тя разгромява византийската армия в битката при Хелиополис. Амр продължава към Александрия, която се предава по силата на договор, подписан на 8 ноември 641 г. През 654 г. Констант II изпраща флотилия да върне града, но атаката е отблъсната. След това няма сериозни опити от страна на византийците да си върнат владенията.
Като разгромяват византийските войски в Египет, арабите внасят сунитския ислям в страната. В началото на периода, египтяните започват да смесват новата вяра с местните вярвания и практики, като основават различни суфистки ордени, които процъфтяват и до ден днешен. Тези ранни ритуали оцеляват и след създаването на коптска православна църква.
Арабите основават Фустат като столица на Египет, но той е опожарен по време на кръстоносните походи. През 986 г. е основан Кайро който по-късно се разраства до най-големия и най-богатия град на халифата, и един от най-големите в света.
Формирани са две отделни провинции: Горен и Долен Египет. Начело на Арабския халифат до края му през 16 век се сменят различни династии: Умаяди, Абасиди, Аюбиди и т.н.

#### Абасиди
Периодът на управление на Абасидите е запомнен с въвеждането на нови данъци и въстание на коптите още в четвъртата година на тяхното управление. В началото на IX век е възобновена практиката да се назначава губернатор, но назначеният Abdallah ibn Tahir, решава да остане в Багдад, изпращайки свой заместник в Египет. През 828 избухва ново въстание, а малко по-късно към коптите се присъединяват и местни мюсюлмани. В крайна сметка загубата на власт от страна на Абасидите води до непрекъсната смяна на военни управители в Египет, които все пак запазват лоялността си към Абасидската династия.

#### Фатимидски халифат и мамелюци
През следващите шест века Египет се управлява от мюсюлмански наместници, номинирани от халифата, като Кайро става седалище на Фатимидския халифат. Аюбидите, чийто родоначалник е Салах ад-Дин, управляват от Дамаск и по време на войните от Петия кръстоносен поход привличат на своя страна мамелюците – елитни бойци, съставени от немюсюлмани роби, които през 1252 г. извършват военен преврат. С края на династията на Аюбидите, властта в Египет е поета от военната каста на мамелюците.
Към края на 13 век Египет лежи на пътя от Европа и Средиземно море към Червено море, Индия, Малая и Индокитай. Избухналата чумна епидемия в средата на 14 век унищожава около 40% от населението на страната.
Мамелюците управляват Египет като васали на Абасидите до XV век. Те се включват във войната срещу османските турци, които превземат Кайро през 1517 г.

### Османски Египет (1517 – 1867)
Османският владетел Селим I поставя неголям гарнизон в Кайро и Египет става част от Османската империя като еялет Египет и Судан (на турски: Eyālet-i Mıṣr) (1517 – 1867).
В състава на Османската империя Египет се управлява от паши наместници, изпращани от Константинопол. Въпреки това мамелюците запазват известна автономност и власт като сформират военните отряди на 24-те египетски провинции. Те се командват от началници (бейове), които на свой ред са под контрола на диван от седем местни чиновника. Пашата е посредник между двете власти, и главната му задача е контрол над събирането на данъците.
Египет остава почти автономен регион на Османската империя до нахлуването на френските войски под командването на Наполеон при неговата Египетска кампания през 1798 г. Целта му е да прекъсне британските пътища към Индия. Франция се стреми към френско господство в Близкия изток, за да може да се свърже с мюсюлманския враг на британците в Индия – Типу Султан. След поражението, нанесено на французите от британския флот в Абукирския залив, при което почти всички френски кораби са пленени или потопени, в Египет започва вътрешна борба за надмощие между османските турци, египетските мамелюци, управлявали от векове и албански наемници, наети от Османската империя. Египетската кампания на Наполеон повишава интереса към древната история на Египет. Тя е не само военно, но и научно начинание: генералът организира екип от 167 учени, инженери, печатари, геометри, астрономи, художници, журналисти и др. По време на експедицията са събрани и изнесени във Франция много паметници на историята и образци на древноегипетското изкуство

#### Мохамед Али паша
След прогонването на французите, през 1805 г. властта е завзета от Мохамед Али паша, висш военен от албански произход, командващ османската армия в Египет. Макар формално да е вицекрал, подчинението му на Високата порта е само номинално. Мохамед Али се разправя с мамелюците и установява своя династия, която управлява Египет до революцията през 1952 г.
Въвеждането на нова земеделска култура – памука – през 1820 г. коренно преобразява земеделието и към края на века то става почти монокултурно поради голямото търсене. Земята преминава в ръцете на едри собственици, а суровият памук се изнася за обработка в чужбина и става основна стока на международните пазари.
Мохамед Али анексира Северен Судан (1820 – 1824), Сирия (1833) и части от Арабския полуостров и Анадола; но през 1841 г. европейските сили, опасявайки се тези действия да не съборят цялата Османска империя, го заставят да върне почти всички завоювани територии. Неговите военни амбиции се съчетават с модернизация на страната – той започва индустриализация, строи системи от канали за напояване и транспорт и реформира администрацията.
Мохамед Али реформира и военната служба, като изгражда модерна професионална армия и от ангария я превръща в престижна кариера. Той въвежда задължителна наборна служба за селяните и значително подобрява обучението на войниците. Те живеят в казарми и възприемат новия военен дух, като първоначалното недоволство от военната служба отстъпва място на националистичен дух и гордост. С помощта на тази силна армия Мохамед Али установява силна власт в Египет.
След смъртта на Мохамед Али той е наследен за кратко от сина си Ибрахим паша (през септември 1848), внука си Абас паша (ноември 1848), след това от Саид паша (през 1854), и Исмаил паша (през 1863) който е първият официално признат хедив на Египет. Исмаил разширява границите на страната в Африка, забранява робството в Египет, извършва модернизация на Египет и Судан, инвестира в индустрията, икономиката и градоустройството и насърчава науката и земеделието. По време на управлението му е открит Суецкият канал.

### Европейска намеса (1867 – 1914)
При управлението на владетелите от династията на Мохамед Али Египет остава османска провинция. Получава статут на автономно васално образувание хедиват през 1867 г. и този статут остава в сила до 1914 г., макар че османците нямат реална власт, нито голямо присъствие.
През втората половина на XIX век с помощта на французите е прокопан Суецкият канал, открит през 1869 г. Строежът му се финансира от европейски банки и от акционери. Големи суми потъват за подкупи на корумпирани чиновници, а населението е недоволно от наложените нови данъци. По време на Американската гражданска война, когато американския Юг е откъснат от световните пазари, цената на египетския памук нараства главоломно поради търсенето от страна на английските текстилни фабрики, но след това рязко спада с края на войната през 1865 г.
През 1875 г. Египет успява да избегне банкрут едва след като Исмаил паша продава държавния дял от акциите в канала на британското правителство. Тежкото финансово положение на страната след три години довежда до акредитирането на френски и британски пратеници ревизори към правителството, които „притежавайки финансовата власт и подкрепени от акционерите на канала, упражняват реалната власт.“ Европейците придобиват все по-голямо влияние и се радват на големи привилегии в сравнение с местното население. Допълнителни несгоди като епидемии по добитъка през 1880-те, наводнения и войни влошават още повече икономиката и увеличават зависимостта на Египет от чуждестранни заеми.
Владетелите от династията на Мохамед Али управляват Египет като квази независима държава, васал на Османската империя, но към края на управлението им чуждестранната намеса силно нараства. Например през 1879 г. под британско влияние султанът заменя Исмаил паша с Тефик паша. Египтяните ненавиждат все по-нарастващото европейско влияние в търговията и вътрешните работи. Ситуацията се утежнява от лошото управление на Тефик и ширещата се корупция.
След 1879 г. недоволството на местното население води до първите националистически прояви, като най-изявената фигура сред бунтовниците е Ахмед Араби паша, който ръководи въстание срещу Тефик през 1882 г. Опасявайки се от загубване на контрола си, Великобритания обстрелва Александрия от военни кораби и това дава начало на Англо-египетската война. Фердинанд дьо Лесепс на борда на един от френските кораби се опитва да се противопостави на адмирал Хаскинс, но англичаните дебаркират в Исмаилия през август и занапред, независимо от протестите на французите, контролът над Египет е в английски ръце. Египетската армия е разбита в битката при Тел ел-Кебир през септември. В резултат от загубата на войната между 1883 и 1914 г. Египет се управлява от английски дипломатически агент и главен консул и става де факто английски протекторат. Франция получава като компенсация Тунис.

### Британски протекторат (1882 – 1952)
На 5 ноември 1914 Египет е официално обявен за британски протекторат като ответна реакция на Великобритания на решението на Османската империя да влезе в Първата световна война на страната на Централните сили.
С тази промяна държавата става султанат Египет, начело със султан, за да се подчертае прекъсването на положението на сюзеренитет с Османската империя. Хедивът Абас II е свален и първи султан става неговият чичо Хюсеин Камил, син на Исмаил паша. По време на войната британците всячески използват Египет: изкупуват памук на безценица, реквизират фураж, мобилизират стотици хиляди египтяни в помощни военни части, използват страната като гарнизон за британски и австралийски части. Държавата от 1914 просъществува до официалното провъзгласяване на независимост след осем години.
След приключването на войната Саад Заглул и партията му застават начело на националистите и постигат мнозинство в Законодателното събрание. Специална делегация поставя пред британския губернатор искане за независимост, в резултат на което водачите и са хвърлени в затвора. На 8 март 1919 те са изпратени на заточение в Малта, което запалва искрата на истинска революция. Нейният основен инструмент е гражданското неподчинение на британската окупация. Център на събитията са Кайро и Александрия, където стачкуват студенти и юристи. Спират пощата и телеграфът, трамвайното и железопътното движение. В крайна сметка на 22 февруари 1922 Великобритания прокламира едностранно независимостта на Египет, а през 1923 г. е приета нова конституция.
Управляващият в това време султан Фуад I (брат на Хюсеин Камил) става първият съвременен крал на Египет.
Според конституцията новото кралство Египет е номинално независима конституционна монархия, но въпреки това британците запазват контрола си върху външните работи, комуникациите, войските и англо-египетски Судан. Саад Заглул става министър-председател на Египет, след като неговата националистическа партия Уафд получава голямо болшинство на изборите през 1924 г. През 1936 е сключен англо-египетски договор, според който Египет става напълно независима държава, но британските войски остават в зоната на Суецкия канал още 20 години, до 1956.
По време на Втората световна война през лятото и есента на 1942 г. в Северноафриканската кампания играе важна роля град Аламейн. Тук се водят две значителни битки за надмощие в Северна Африка и главно за надмощие в Киренайка.
Египет взема участие в арабско-израелската война от 1948 г., която е първата в рамките на продължаващия арабско-израелски конфликт. След войната Израел си извоюва статута на независима държава, а останалата част от британския мандат в Палестина е разделена на области, контролирани от Египет и Трансйордания.

### Република (1953–настояще)
През 1952 г. Движението на свободните офицери извършва военен преврат и принуждава крал Фарук да абдикира в полза на сина си Фуад.
Юлската революция предава управлението на Египет в ръцете на военните. На 18 юни 1953 г. е провъзгласена република с първи президент генерал Мохамед Нагиб, който заема поста около година и половина.

#### Управление на Насър (1956 – 1970)
През 1954 г. Гамал Абдел Насър, привърженик на панарабизма и реален архитект на движението на офицерите от 1952 г., принуждава Нагиб да подаде оставка. Постът президент остава вакантен две години, докато през юни 1956 г. на него е избран Насър.
През същия месец британските окупационни сили завършват изтеглянето си от зоната на Суецкия канал. Още на следващия месец Насър обявява национализация на канала, което предизвиква сериозна международна криза.
През 1958 г. Египет и Сирия се обединяват в Обединена арабска република (ОАР). Съюзът е краткотраен и през 1961 г. Сирия се оттегля, макар че Египет остава с името ОАР до смъртта на Насър през 1970 г. Този съюз се намира също така в слаба конфедерация, наречена Обединени арабски държави, със Северен Йемен.
В началото на 1960-те Египет взема участие в гражданска война в Северен Йемен, като подкрепя йеменските републиканци със 70 000 души и с химическо оръжие.
В средата на 1967 г. Съветският съюз предупреждава Насър за подготвяна израелска атака на Сирия. Насър предприема последователни действия, които правят военните действия неизбежни: на 14 май разполага войски в Синайския полуостров близо до границата с Израел, на 19 май експулсира мироопазващите сили на ООН, разположени на границата с Израел и на 23 май затваря Тиранския проток за израелски кораби. На 26 май Насър заявява: „Битката ще бъде голяма и нашата основна цел ще бъде да унищожим Израел“. Израел настоява, че затварянето на Тиранския проток е Casus belli. В последвалата Шестдневна война Израел напада Египет и окупира Синайския полуостров и ивицата Газа, която Египет е заел след войната от 1948. По време на войната е установено извънредно положение, останало в сила до 2012, с кратко прекъсване от 18 месеца през 1980/81. При него полицията има разширени правомощия, конституционните права са суспендирани и цензурата е легализирана.

#### Управление на Садат (1970 – 1981)
Насър умира през 1970 г. и на негово място е избран Ануар Садат. Дотогава Египет е на страната на Съветския съюз в Студената война, но Садат преминава към страната на САЩ и прогонва съветските съветници през 1972. Той стартира икономически реформи, като същевременно ограничава действията на религизоната и гражданската опозиция. През октомври 1973, Египет и Сирия започват изненадващо войната от Йом Кипур, целяща възвръщане на завзетата 6 години по-рано територия от страна на Израел. Първоначално израелците губят позиции, но впоследствие вземат надмощие и войната изпада в патова ситуация. След приета резолюция от Съвета за сигурност на ООН военните действия са спрени и започват преговори. С посредничеството на САЩ е подписан египетско-израелски мирен договор, останал в историята като договор от Кемп Дейвид, а подписалите го Ануар Садат и Менахем Бегин получават Нобелова награда за мир.
След 1975 г. Садат променя икономическата политика в посока на намаляване на правителствената регулация и насърчаване на чуждестранните инвестиции. Чрез намалени данъци и вносни мита са привлечени инвеститори, но те са предимно в нискорискови печеливши сектори като туризма и строителството. Макар че политиката на Садат има за цел да стимулира развитието на средна класа, от нея имат полза преди всичко богатите. Поради премахването на субсидиите за основните храни през 1977 избухват хлебни бунтове.
Историческото посещение на Садат в Израел през 1977 отваря пътя към преговори за постигане на мир с Израел и изтегляне на израелските войски от Синай. Тази негова инициатива обаче разпалва огромни противоречия в арабския свят и Египет е изключен от Арабската лига, но повечето египтяни подкрепят президента. Садат е убит от ислямски екстремист през октомври 1981.

#### Управление на Мубарак (1981 – 2011)
След 1981 г. президентския пост заема Хосни Мубарак – професионален военен от Египетските военновъздушни сили, останал на поста почти тридесет години. Считан е за един от най-влиятелните лидери в региона, известен с умерената си позиция по палестинско-израелския конфликт. По време на неговото управление политическата сцена се доминира от Националната демократическа партия, основана през 1978 от Садат. През 1990-те години е прието законодателство, което ограничава свободата на сдружаване и изразяване и въвежда драконовски мерки за нарушенията. В резултат почти цялата власт е в ръцете на военните, парламентарните действия губят значение, а възможностите за политически прояви са силно ограничени. Зачестяват терористичните атаки срещу християни копти, чуждестранни туристи и правителствени чиновници. Основна движеща сила за нарастване на насилието е ислямистката група Ал-Гамаа ал-исламия, която се свързва с атаките срещу известни писатели и интелектуалци, и срещу чуждите туристи.
Мубарак отстъпва властта след 18-дневни протести по време на Египетска революция (2011), когато на 11 февруари 2011 г., вицепрезидентът Омар Сулейман, обявява, че Мубарак подава оставка и предава управлението на Върховния съвет на въоръжените сили. През април президентът и неговите синове са задържани за 15 дни по обвинения в корупция, злоупотреба с власт и престъпна небрежност по време на протестите. Процесът започва на 3 август 2011 г. По-късно Мубарак е осъден за корупция, но впоследствие е оправдан.

#### Революция и последици (2011 – 2014)
На 25 януари 2011 започват масови протести срещу правителството. На 11 февруари 2011 президентът Мубарак подава оставка и напуска Кайро. При новината на площад Тахрир хората ликуват. След това властта е взета от военните. Мохамед Хусейн Тантауи, председател на Върховния съвет на въоръжените сили, става de facto временен държавен глава. На 13 февруари 2011 военните разпускат парламента и суспендират конституцията.
През март е проведен конституционен референдум и през ноември 2011 г. са проведени парламентарни избори. Изборната активност е висока и места в парламента (Учредително събрание) получават ислямистки групи: Партията на свободата и справедливостта, свързана с Мюсюлманско братство, печели 47%, а хардлайнерите от партия Нур – 25%. Основна задача на парламента е приемането на нова конституция. На 24 юни 2012 г. за президент е избран Мохамед Морси.
Либералните и светски ориентираните депутати напускат парламента и предприемат съдебно оспорване на законността му, защото смятат, че в конституцията ще бъдат възприети строго ислямистки практики, докато религиозните привърженици на Мюсюлманско братство застават зад Морси. На 22 ноември 2012 президентът Морси издава декрет, с който всички негови нормативни актове не подлежат на съдебно оспорване и премахва възможността работата на парламента да бъде прекратена от съда.
На 30 ноември събранието приема проект за конституция без гласовете на отсъстващите депутати и президентът определя дата за референдум, с който да бъде приета. Това предизвиква мащабни протести в страната. На 5 декември 2012 стават сблъсъци между десетки хиляди привърженици и противници на Морси. Морси предлага „национален диалог“ с лидерите на опозицията, но отказва да отмени референдума.
На 26 декември 2012 г. Мюсюлманско братство се опитва да институционализира спорната конституция. В обществения референдум на 15 – 22 декември 2012 г. конституцията получава 64% подкрепа, но в гласуването вземат участие само 33% от електората. Тя заменя временната конституция на Египет от 2011 г., приета след революцията.
На 3 юли 2013, след вълна от протести военните извършват държавен преврат, свалят Морси и установяват извънредно положение. Главният съдия на Висшия конституционен съд на Египет, Адли Мансур, става временен президент на Египет.
С подкрепата на военните властите започват преследвания на ислямистите и техните поддръжници, като пращат в затвора и убиват хиляди протестиращи. Много от водачите и активистите на Мюсюлманско братство са осъдени на смърт или затвор след серия от масови съдебни процеси.
На 18 януари 2014 г. временното правителство приема нова по-светска конституция след референдум, в който тя е одобрена от 98,1% от гласувалите при 38,6% избирателна активност – по-висок процент от 33% активност на референдума по време на Морси. Според нея президентът се избира за срок от четири години и може да изпълнява 2 мандата. Парламентът може да отстрани президента. Конституцията дава гаранция за равенство между половете и свобода на религията. Военните запазват правото да назначат националния министър на отбраната за следващите два пълни президентски мандата след влизането на конституцията в сила. Според конституцията политическите партии не могат да се основават на „религия, раса, пол или география“.
На 26 март 2014 Абдел Фатах Сиси, главнокомандващ на въоръжените сили, подава оставка и съобщава, че ще се кандидатира за президент в предстоящите избори. Гласуването, проведено между 26 и 28 май 2014, приключва с убедителна победа на Сиси. Той полага клетва като президент на Египет на 8 юни 2014. Мюсюлманско братство и някои либерални и цивилни активисти бойкотират изборите. Макар властите да удължават срока за гласуване с един ден, избирателната активност от 46% е по-ниска от тази на изборите през 2012 (52%).

## География
Египет е разположен предимно между 22° и 32° северна ширина и 25° и 35° източна дължина. С площ от 1 001 450 km² тя е на 31-во място по територия в света. Поради извънредно безводния климат населените места са съсредоточени по протежение на тясната долина на Нил и в делтата, като на практика около 99% от населението използва около 5,5% от общата площ на страната. По други данни 98% от египтяните живеят на 3% от територията.
Египет граничи с Либия на запад, Судан на юг и с ивицата Газа и Израел на изток. Египет играе важна роля в геополитиката поради стратегическото си положение: той е разположен на два континента, включва Суецкия провлак между Африка и Азия и съдържа важен плавателен път (Суецкия канал), който свързва Средиземно море с Индийския океан през Червено море.
Освен долината на Нил, повечето от релефа в Египет е пустинен, с редки оазиси. Ветровете създават обширни пясъчни дюни, достигащи на височина повече от 30 m. Египет включва в територията си част от пустинята Сахара и част от Либийската пустиня. В Древен Египет тези пустини са защитавали царството на фараоните от запад и са били наричани „червената земя“.
По-големи населени места са съвременната египетска столица Кайро, вторият по големина град Александрия, градовете Асуан, Асют, Махала ел-Кубра, Гиза, Хургада; Луксор; Ком-Омбо; Порт Сафага; Порт Саид; Шарм ел Шейх; Суец, Заказик и Миня. Оазисите включват Бахария, Дахла, Фарафра, Харга Мура и Сиуа. Протекторатите включват Национален парк Рас Мохамед, Зараник и Сиуа.
На 13 март 2015 г. са обявени планове за нова столица на Египет на изток от Кайро.
Страната се разделя грубо на 4 области, Горен Египет, Среден Египет, Долен Египет и Нубия.

### Климат
Голяма част от валежите в Египет падат през зимните месеци. Южно от Кайро, средногодишното количество на валежите е между 2 и 5 mm, и то през интервал от много години. На много тясна ивица на северното крайбрежие валежите може да достигнат 410 mm основно между октомври и март. Сняг пада на Синайската планина и част от северните крайбрежни градове като Дамиета, Балтим и Сиди-Барани, и по-рядко в Александрия. На 13 декември 2013 г. за първи път от много десетилетия в Кайро пада малко количество сняг. Слана също се образува понякога в центъра на Синай и среден Египет. Египет е най-сухата и най-слънчевата страна в света, и по-голямата част от повърхността ѝ е заета от пустиня.
Египет е с необичайно горещ, слънчев и сух климат. През лятото средната температура е висока в северната част на страната, но много висока в останалата част. На брега на Средиземно море непрекъснато духат прохлаждащи средиземноморски ветрове, които помагат температурите да са по-търпими, особено в разгара на лятото. Хамсин е горещ, сух вятър, който произлиза от безкрайните пустини на юг и духа през пролетта или началото на лятото. Той носи нажежен пясък и прах, и обикновено вдига дневните температури над 40 °C, а понякога и над 50 °C във вътрешността, при това относителната влажност на въздуха може да падне до 5% или дори по-малко. Именно когато духа хамсин, се наблюдават абсолютните максимуми на температурата на въздуха в Египет. Времето винаги е слънчево и ясно, особено в градове като Асуан, Луксор и Асют. Това е един от най-малко облачните и дъждовни райони на Земята.
Преди построяването на язовира Асуан, Нил ежегодно наводнява големи райони (разговорно разливът се нарича дар на Нил) и обогатява почвите. Това дава в продължение на много години възможност за възпроизводими реколти.
Евентуалното покачване на морското равнище поради глобалното затопляне може да застраши гъсто населената крайбрежната ивица в Египет и да има сериозни последици за икономиката на страната, селското стопанство и промишлеността. В съчетание с влошаване на демографската ситуация, значително повишаване на морското равнище може да превърне милиони египтяни в екологични бежанци до края на 21 век, според някои експерти по климата.

## Държавно устройство
Египет има най-старата парламентарна традиция в арабския свят, като първото народно събрание е създадено през 1866 г. То е разпуснато след британската окупация от 1882 г., като британците оставят само един консултативен орган. След обявяването на независимостта през 1923 г. новоприетата конституция установява парламентарна монархия.
Според последната египетска конституция от 2014 г. Арабска република Египет е демократична република, в която държавна религия е ислямът, а официалният език е арабски. Конституцията признава държавна и частна форми на собственост и гарантира равенството на всички египтяни пред закона и защитата им срещу произволна намеса на държавата в съдебния процес. Утвърждава се правото на хората на мирно сдружаване и организиране на асоциации и съюзи, както и правото им на глас. Конституцията забранява основаването на партии на религиозна, расова, полова и географска основа.
Президентът е държавен глава и заедно с кабинета формира изпълнителната власт (полупрезидентска република). Президентът трябва да е египтянин, с египетски родители и да е на възраст най-малко 40 години. Мандатът му е четиригодишен и може да бъде преизбран един път. Президентът назначава министър-председател (начело на правителството), министрите и заместник-министрите. Кабинетът трябва да представи платформата си за одобрение пред законодателния орган – Народно събрание (еднокамарен парламент). Президентът има правомощия да дава амнистия и намалява присъди, както и да назначава граждански и военни лица на длъжностите, определени със закон. Той е и върховен главнокомандващ на въоръжените сили, но може да обяви война само след консултации с Националния съвет по отбраната, съставен от военни и цивилни лица, и само след одобрение от страна на две трети от депутатите в народното събрание.
Законодателният орган е народното събрание, съставено от народни представители, избирани по сложна пропорционална система за срок от пет години. Народното събрание ратифицира всички закони и приема националния бюджет. Народните представители имат правото да поставят въпроси на членовете на кабинета и могат да освобождават отделни негови членове или целия кабинет след гласуване на вот на недоверие – за това се изисква обикновено мнозинство. Народното събрание може да стартира процедура по импийчмънт на президента с мнозинство от две трети. Президентът няма право да разпуска народното събрание без предварителен обществен референдум.

### Съдебна система
Правораздаването се основава на ислямското и гражданското право (в частност на Наполеоновия кодекс); а съдебните инстанции се оглавяват от Върховен съд, който приема задължителната юрисдикция на Международния съд на ООН само с резерви.
Основният източник на правораздаване е ислямската юриспруденция. Съдилищата на шариата и кадииите се управляват и лицензират от Министерството на правосъдието. Законът за гражданския статут, който регулира въпроси като брак, развод и грижи за децата, почива на шариата. В семейния съд свидетелските показания на жената имат половината тежест от показанията на мъжа.
Наказателният кодекс е уникален, тъй като съдържа „Закон за богохулството“. Настоящата съдебна система допуска налагането на смъртно наказание, включително и срещу отсъстващ индивид, който може да бъде осъден задочно. През 2012 г. няколко американци и канадци са осъдени на смърт.

## Административно деление
През 1960 е приет Закон за местната администрация, според който са предвидени три нива на административно управление: области (губернаторства), наречени мухафази (muhafazat, ед. число – muhafazah), отделни окръзи (марказес ед.число – markaz) и селища qariyyah. На всяко административно ниво има два съвета: изборен и назначен (изпълнителен орган), като те са под контрола на централното правителство.
Страната е разделена на 27 губернаторства. Пет големи града – Кайро, Александрия, Порт Саид, Суец и Луксор – имат статут на губернаторства. Губернаторът се назначава и освобождава от президента на Египет. Той има най-голямата изпълнителна власт в рамките на губернаторството, отговаря за осъществяването на политиките и ръководи държавните служители, но няма власт над съдиите.

## Население
Египет е страната с най-многочислено население в Близкия Изток, и трета по население на континента Африка, с около 95 милиона жители към 2017 г. Населението нараства бързо между 1970 и 2010 поради напредъка на медицината и нарастването на производителността в селското стопанство. По времето на Египетската кампания на Наполеон през 1798 г. населението на Египет е оценено на 3 милиона.
Страната е силно урбанизирана, като населените места са концентрирани около Нил, неговата делта и Суецкия канал. В демографско отношение се открояват две категории: жителите на големите градски центрове и фелахите – фермери, обитаващи селата. Цялата обитаема площ е 77 041 km2 (около 6% от площта), но за сметка на това е гъсто населена: демографската плътност на английски: physiological density е над 1200 души на квадратен километър, подобна на Бангладеш. Населението в долината и делтата на Нил, които са дом на огромното мнозинство от египтяните, образува доста хомогенна група, чиито доминиращи физически характеристики са резултат от смесването на местното африканско население с тези от арабски произход.
99,6% от населението са етнически египтяни. Етническите малцинства включват абази (абхазци с кавказки произход), турци, гърци, бедуински арабски племена, живеещи в източните пустини и Синайския полуостров, и други. 90% са мюсюлмани (сунити) и едва 10% са християни (повечето от тях копти). Официален език е арабският. 45% от населението живее в градовете, а 55% – в селата. Налице е голяма раждаемост. Естественият прираст е положителен.

## Икономика
Основни сектори в икономиката на Египет са селското стопанство, медиите, петролната индустрия, природният газ и туризмът. В стопанството и най-важно място заема производството и преработката на памук. Отглеждат се още зърнени култури, захарна тръстика и др. Основните източници на приходи са Суецкият канал, туризмът и парични преводи от египтяните, работещи в чужбина. Освен това Египет получава чуждестранна помощ от САЩ от 1979 г. (средно 2,2 млрд. долара годишно) и е третият най-голям бенефициент на такива средства от САЩ след войната в Ирак. Бързонарастващото население, недостатъчната обработваема земя и зависимостта от напояване продължават да са неблагоприятни фактори за икономиката.
Транспортът е сравнително слабо развит. Най-големите пристанища са Александрия, Порт Саид и Суец. През последните десетилетия в Египет силно се разви туризмът във връзка с много исторически забележителности – древните пирамиди, храмовете и др.
Правителството инвестира в комуникации и физическа инфраструктура. Например завършването през 1970 г. на високата язовирна стена при Асуан и езерото Насър променят отколешната роля на река Нил в земеделието и екологията на Египет.
Египет има развит енергиен пазар, основан на въглища, нефт, природен газ и хидроенергетика. Значителните залежи на въглища в североизточната Синай се добиват в размер на около 600 000 тона на година. В западните райони на пустинята, залива Суец и делтата на Нил се добиват нефт и газ. Египет има огромни запаси от газ, които се оценяват на 2180 km3, до към 2012 г. изнасян в много страни. През 2013 г. египетската компания за петролни продукти „General Petroleum Co“ решава да намали износа на природен газ, за да избегне енергийна криза. По този начин, макар че произвежда собствен нефт и газ, от 2008 г. Египет е нетен вносител на петрол и бързо се превръща и в нетен вносител на природен газ.
| San Stefano Grand Plaza в Александрия (ляво) и изглед от модерен Кайро |
| San Stefano Grand Plaza в Александрия (ляво) и изглед от модерен Кайро |

Преките чуждестранни инвестиции в Египет се увеличават значително в периода на управлението на Хосни Мубарак, надхвърляйки 6 милиарда долара през 2006 г., поради предприетите мерки за икономическа либерализация и приватизация. В своя годишен доклад за 2008 г. Международният валутен фонд (МВФ) определя Египет като една от най-големите държави в света, провеждаща икономически реформи след 2004 г., които водят до 7% икономически растеж през 2007 г. Сред тези реформи са драматично намаляване на митата и други налози. Нов закон за данъчното облагане намалява корпоративния данък през 2005 г. от 40% на 20%, което води до 100% увеличение на данъчните приходи към 2006 година.
След революцията от 2011 г. обаче Египет претърпява драстичен спад както на чуждестранните инвестиции, така и на приходите от туризъм, последвани от 60% спад на валутните резерви, 3% спад в растежа и бързо обезценяване на египетския паунд. Все пак през септември 2018 г. МВФ заявява, че има добър прогрес в програмата за икономически реформи, финансирана от фонда със заем от 12 милиарда долара.
Една от основните пречки пред египетската икономика е ограниченото разпределение на богатство към населението, като много египтяни критикуват правителството за повишените цени на основните стоки, докато техният жизнен стандарт и покупателна способност остават относително ниски. Египтяните често посочват корупцията като основна пречка за по-нататъшен икономически растеж. Правителството обещава значителна реконструкция на инфраструктурата на страната с приходите от новопридобития трети мобилен лиценз (3 млрд. долара) от „Etisalat“ през 2006 г. В Индекса за възприятие на корупцията за 2013 г. Египет е класиран на 114-о място от 177 държави.
Най-известните мултинационални компании в Египет са „Orascom Group“ и „Raya Contact Center“. Секторът на информационните технологии (ИТ) се разширява бързо през последните няколко години, като много стартиращи фирми продават аутсорсинг услуги в Северна Америка и Европа, като работят с компании като Microsoft, Oracle и други големи корпорации, както и с много малки и средни предприятия. ИТ секторът се развива и от нови египетски предприемачи с правителствено насърчаване.
Приблизително 2,7 милиона египтяни работят в чужбина – главно в Либия, Саудитска Арабия, Персийския залив и Европа – и допринасят за развитието на страната чрез парични преводи (7,8 милиарда долара през 2009 г., а през 2012 достигат 21 милиарда долара според Световната банка).
В египетското общество разпределението на доходите е умерено неравномерно, като приблизително 35 – 40% от населението печели по-малко от еквивалента на 2 долара на ден, докато само около 2 – 3% могат да се считат богати.
Туризъм
Туризмът е един от основните източници на приходи в Египет, затова държавата насърчава развитието на този отрасъл по всички възможни начини. Курортните комплекси по морското крайбрежие се изграждат и модернизират интензивно. Хургада, Шарм ел Шейх и Марса Алам са най-популярните дестинации за почивка в Египет.
В Египет има паметници от различни епохи и цивилизации: древноегипетска, християнска (коптска) и средновековна арабска. Най-посещаваните забележителности са: пирамидите в Гиза, величественият Сфинкс, град Асуан, Долината на царете, храмовете на Луксор, Карнак и Абу Симбел.
През 2024 г. Египет е посрещнал 15,7 милиона туристи – това е рекорд в историята на страната.

## Култура
Египетската култура датира от преди пет хиляди години. Древен Египет е сред най-ранните цивилизации и за това време Египет е създала и утвърдила удивително сложна и стабилна култура, която повлиява на Европа, Близкия изток и Африка. След ерата на фараоните, Египет попада под влиянието на древногръцката култура, християнството и исляма. Днес много аспекти от египетската древна култура съществуват във взаимодействие с по-нови елементи, включително и влиянието на модерната западна култура, която сама по себе си се корени в древната египетска култура.
Египетската столица Кайро е най-големият град в Африка и от векове е известен като научен, културен и търговски център. Египет е държавата с най-много нобелови лауреати в Африка и Арабския свят. Някои египетски политици заемат ключови позиции в основни международни организации като Бутрос Бутрос-Гали в Обединените нации и Мохамед ел Барадей в Международна агенция за атомна енергия.

### Ренесанс
Проучванията от началото на 19 век на учения Рифа’а ет-Тахтауи, поставили основите на Египетския Ренесанс, определяйки прехода от Средновековието към Ранен Модерен Египет. Неговите проучвания възродили интереса към египетската античност и представили на египетско общество просветни принципи. Тахтауи и образователният реформатор Али Мубарак създали Египтоложко училище, което се считало за вдъхновение на средновековни египетски учени, като Суюти и Макризи, които също са изучавали историята, езика и древността на Египет. Египетският Ренесанс взима връх в края на 19 и началото на 20 век с творбите и проучванията на Мохамед Абду, Ахмед Лутфи ел Сайед, Тауфик ел Хаким, Луис Ауад, Касим Амин, Салама Моуса, Таха Хюсейн и Махмуд Мокхтар. Те проправят либерален път в Египет, представен като обещание за индивидуална свобода, навлизане на светското в ежедневието и вярата, че в науката се крие ключът към прогреса.

### Изкуство и архитектура
Египтяните са били едни от първите основани цивилизации, които проектирали и систематизирали елементи в изкуството и архитектурата. Стенните рисунки, направени в услуга на фараоните, следвали строго последователен код от визуални правила и значения. Египетската цивилизация е известна с колосалните си пирамиди и величествените гробници. Добре познати примери са Пирамидата на Джосер, проектирана от древния архитект и инженер Имхотеп, Сфинксът и Храмът на Абу Симбел. Модерното и съвременно египетско изкуство може да бъде толкова разнообразно, колкото е световната сцена на изкуството, от специфичната местна архитектура на Хасан Фатхи, до известните скулптури на Махмуд Мокхтар.
Операта в Кайро служи за основно място за представяне на истинско изкуство в египетската столица. Египетската медийна индустрия и изкуство са процъфтявали от края на 19 век, като в днешно време се продуцират повече от 30 египетски канала. От много време Кайро е смятан за „Холивуд в Близкия изток“, а ежегодният Международен филмов фестивал в Кайро е попаднал в класацията на 11-те фестивала с най-добри оценки от Международната федерация на филмовите продуценти. За да продължава да се поддържа медийната индустрия, е построен голям медиен град. Някои египетски актьори, като Омар Шериф, са пожънали световна слава.

### Музика
Египетската музика е богата смесица от местни, средиземноморски, африкански и западни елементи. В Античността египтяните са свирели на арфи и флейти, включително и два местни инструмента – най и уд. Ударната и вокалната музика също са се превърнали във важна част от местната музикална традиция. Следи в съвременната история на египетската музика оставят творци като Абдул Хамули, Алмаз и Махмуд Осман, които оказват влияние по-късно върху работата на египетски музикални гиганти като Сайед Дарвиш, Умм Култум, Мохамед Абдел Уахаб и Абдел Халим Хафез. Тези забележителни творци са последвани по-късно от Амр Диаб. Много хора го определят като „Музикалната легенда“ на новото време, който има фенове в Близкия изток и Европа. От 1970 година насам египетската поп музика става все по-важна в египетската култура, докато египетската фолклорна музика продължава да бъде изпълнявана по време на сватби и други тържества.

### Фестивали
Египет е известен с многото си фестивали и религиозни карнавали, познати още като мулид. Рамадан има своя особен привкус в Египет, отпразнуван със звуци, светлини и поток от мюсюлмански туристи, които прииждат към Египет, за да станат свидетели на този спектакъл. Древният пролетен фестивал Шам ен Нисим е празнуван от египтяните от хиляди години насам.

## Спорт
Футболът е национален спорт на Египет. Египетските футболни отбори Ел Ахли и Ел Замалек са двата най-популярни отбора, които се радват на успехите си като дългогодишни регионални шампиони. Голямото съперничество между двата отбора пълни улиците на Египет, когато хората празнуват из улиците при победа на любимия отбор. Египет има богата футболна история. Този спорт е популярен в страната през последните 100 години. Страната е домакин на много африкански шампионати, като Африканската Купа на нациите. Египетският национален отбор игра на последното световно първенство по футбол в Русия през 2018 година. Печелил е Африканската Купа на нациите безпрецедентните шест пъти, включително два пъти пъти подред през 1957 и 1959 и отново през 2006 и 2008, като поставят рекорд.
Скуошът и тенисът са другите два популярни спорта в Египет. Египетският отбор по скуош е известен за това, че е силна конкуренция на международни състезания от 30-те години на 20 век. Амр Шабана е най-добрият играч на Египет и три пъти е победител на открити световни първенства и най-добър играч на 2006.
Египетският хандбален тим също е поставил рекорд – за състоялото се 34 пъти Африканско хандбално първенство, Египет се класира пет пъти на първо място (включително и 2008), пет пъти на второ място, четири пъти на трето място и два пъти се подрежда на четвърто място. Отборът печели 6-о и 7-о място през 1995, 1997 на Световното мъжко хандбално първенство, и два пъти печели 6-о място на олимпиадите през 1996 и 2000.
Египет има дългогодишна традиция в Летните олимпийски игри още от 1912 година.